# Gheorghe G. Bezviconi
Gheorghe G. Bezviconi (n. 14 aprilie 1910, Jitomir, Imperiul Rus – d. 30 aprilie 1966, București, România) a fost un istoric, genealogist și heraldist rus și român. A fost membru corespondent al Academiei Române și al unor institute de istorie din Franța și Belgia, membru onorific al „Societății publiciștilor și scriitorilor străini” din Bulgaria. A fost membru fondator al Societății Scriitorilor și Publiciștilor Basarabeni, precum și membru al comitetului de conducere și reprezentantul ei la București.

## Date personale și viața
Gheorghe Bezviconi s-a născut la 14 aprilie 1910, fiul lui Gavril Bezviconi, inspector general al navigației fluviale din Basarabia și al Sofiei Pigulevski. A debutat la 14 ani în presa de limbă franceză iar la 17 ani a publicat primul articol în presa de limbă rusă. Deși a fost un autodidact, deținea vaste cunoștințe de istorie. La București a asistat la cursurile de istorie ale lui Nicolae Iorga.
La Chișinău a avut activitate publicistică ca redactor și editor. În 1936 a devenit membru corespondent al Academiei Române, iar în 1937 a părăsit Basarabia și s-a stabilit la București. În 1938 a fost angajat la Institutul pentru Studiul Istoriei Universale.
În 1940 Nicolae Iorga a propus pentru premiere volumul I al lucrării lui Bezviconi, Boierimea Moldovei dintre Prut și Nistru. În regimul comunist a fost persecutat, fiind concediat din funcția de la Institutul pentru Studiul Istoriei Universale. După o tentativă de sinucidere cu 40 de pastile de Luminal, s-a angajat ca portar și în final paznic la Cimitirul Bellu din București. A continuat să adune materiale istorice și în acele grele împrejurări. Tatiana Bezviconi, soția sa, a declarat: „Cei ce nu-l cunosc n-au ce spune despre el, iar cei ce l-au furat preferă să tacă. Opera lui a fost prădată - și la Chișinău și la București și la Moscova.”
A decedat în 1966 fiind bolnav de ciroză și a fost înmormântat la Cimitirul Bellu. Pe ultimul drum a fost însoțit de o mulțime de oameni, însă nimeni din partea Institutului de Istorie. După deces, păstrătoarea testamentară a moștenirii sale științifice a fost soția sa, Tatiana Bezviconi, care a avut grijă să păstreze colecția și să nu fie risipită între diverse fonduri și colecții. Aceasta a fost înmormântată lângă fostul soț. 
Gheorghe Bezviconi a primit medalii și titluri: Medalia de Aur a institutului francez de istorie și heraldică (1935); Medalia de Onoare Vermeil a Societății Academice Arts-Sciences-Lettres (1963); Crucea Ligii Republicane Franceze a Binelui Public cl. III. (1936); Premiul Hanul Ancuței (1938); Pemiul Năsturel al Academiei Române (1948); Academician post-mortem al Academiei Internaționale „di Pontzen” - Neapole (1974), și altele.

## Activitatea publicistică și editorială
- În 1933, la 23 de ani, cu contribuția mamei sale, Sofia, începe editarea în limba română a unei reviste de istorie fără precedent în istoria publicisticii noastre: Din trecutul nostru, foarte apreciată de Nicolae Iorga. La aceasta are colaboratori extrem de valoroși cum ar fi Arthur Gorovei, Aurel George Stino și Sergiu Matei Nica.[3]

- În Basarabia a colaborat practic cu toate publicațiile, începând cu cele mai prestigioase, Viața Basarabiei (1932-1934; 1937-1941), Cuvânt moldovenesc, și terminând cu cele mai puțin cunoscute, cum ar fi Izbînda (1932), inclusiv cu cele de limbă rusă, Deni (1929), Nașe vremea (1931), Nașa reci (1937).

- În Regat: Adevărul literar și artistic (1937), Convorbiri literare (1939-1941), Revista Istorică (1940), Revista Fundațiilor Regale (1941),  Vremea (1941), Neamul Românesc, Gazeta Femeii,  Bugeacul, Însemnări literare, Analele Moldovei, Însemnări ieșene (1936, 1940), Curierul Ieșean, Preocupări literare,  Cetatea Moldovei, Arhivele Naționale, Arhivele Olteniei, Ararat, Cuget clar (1937,1939) ș.a.

Materialele sale le semna Bezviconi, Gh. Bezviconîi sau cu pseudonimele Gh. Bohuș, Alexis Gurji, Gh. Moldovan, Nicolae Pândaru sau Nicolae Strajă.

## Lucrări
Lucrările sale cuprind o gamă mare de teme cum ar fi: istorie, genealogie, heraldistică, medievistică și istorie literară. A scris și beletristică. Dintre numeroasele sale lucrări pot fi amintite:
- Cimitirul Râșcani din Chișinău, ziarul Utro, 1929;
- Educație și cercetășie, tipografia D. Puterman, 1932;
- Armenii în Basarabia, Manuc-Bei, Chișinău, 1934, ediția II, 1938;
- Boierimea Moldovei dintre Prut și Nistru volumul I, București, 1940, volumul II, București, 1943;
- Cărturari basarabeni, Chișinău, 1940;
- Din alte vremi, București, 1940;
- C. Moruzi, Vălenii de Munte, 1940;
- Cimitirul Bellu din București, București, 1941;
- Romancierul D. Moruz, Iași, 1942;
- Mănăstirea Japca, București, 1942;
- Costache Stamati, familia și contemporanii, Iași, 1942;
- Zamfir Ralli-Arbore, Iași, 1942;
- Profiluri de ieri și de azi, București, 1943;
- Pușkin în exil, în colaborare cu S. Callimachi, București, 1947;
- Serghei Lazo, București, 1947;
- Călători ruși în Moldova și Muntenia, București, 1947;
- Necropola Capitalei, București, 1972, Chișinău, 1997;
- Ultimul om de prisos, roman scris în 1952-1956, revista Kodrî, 1990;
- Profiluri de ieri și de azi, în volumul Fapte trecute și basarabeni uitați, Chișinău, 1992.

## Aprecieri critice
- Nicolae Iorga, istoric: Gheorghe Bezviconi, merită nu numai laude dar și admirație. Îndrăgostit de trecutul Moldovei, acest basarabean, aparținând unei familii distinse și cu trecut în viața provinciei de peste Prut, scoate o excelentă revistă în Chișinăul atât de înstrăinat.[8][9]
- Mihai Sorin Rădulescu, istoric: Gheorghe G. Bezviconi care în ultimii ani ai vieții, în vremea regimului comunist, ajunsese paznic la cimitirul Bellu, a fost istoricul și genealogistul căruia îi datorăm cel mai mult în ceea ce privește cunoașterea nobilimii basarabene din secolul al XIX-lea. A fost un entuziast și un erudit.